# Bertil Ohlins gata

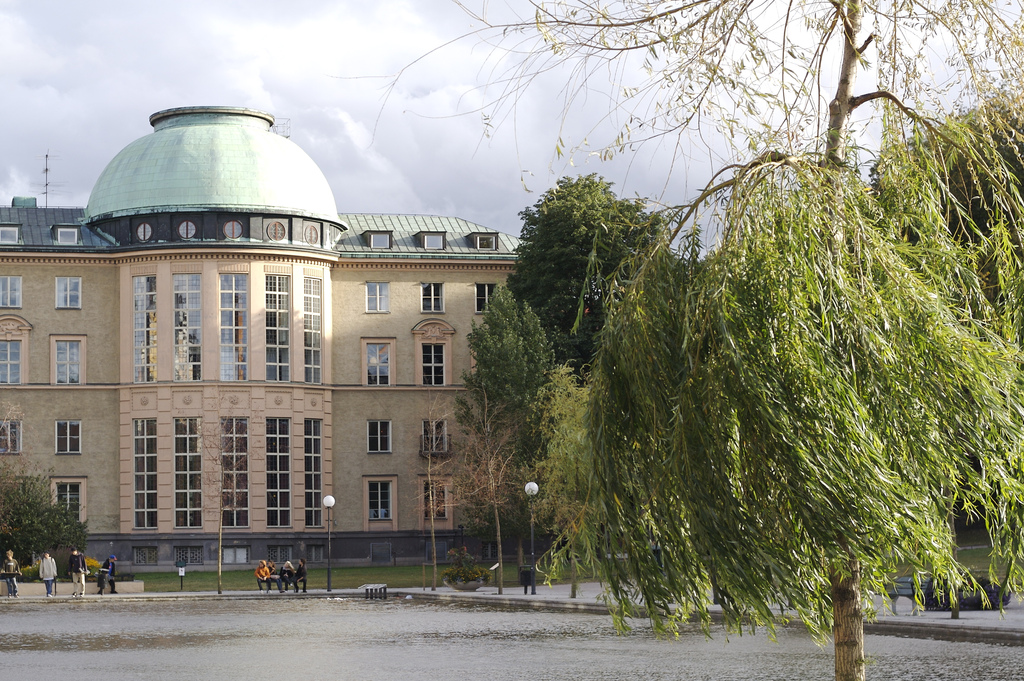
Handelshögskolan i Stockholms norra fasad och parken Observatorielunden i Vasastan i Stockholm.

Bertil Ohlins gata är en gata i stadsdelen Vasastan i Stockholm. Gatan löper mellan Saltmätargatan och parken Observatorielunden. Öster om gatan ligger Handelshögskolans i Stockholm huvudbyggnad, väster om gatan ligger Observatorielundens parklek. Sydväst om gatan ligger Kungstenstrappan, en del av Kungstensgatan, nordväst om gatan ligger Stockholms gamla observatorium. Gatan är för närvarande en grusväg. 
Bertil Ohlins gata var tidigare del av Saltmätargatan. Den nordligaste delen av Saltmätargatan döptes om till Bertil Ohlins gata 2013. Det nya gatunamnet invigdes 2013 av Stockholms skolborgarråd Lotta Edholm (FP) i samband med 2013 års Ohlinföreläsning vid Handelshögskolan i Stockholm.

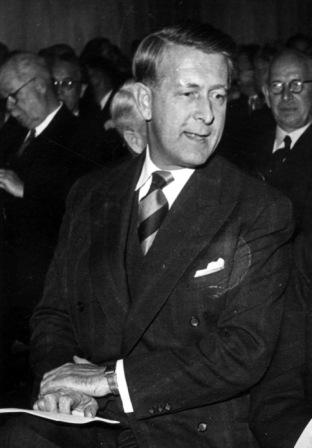
Bertil Ohlin tilldelades 1977 Sveriges Riksbanks pris i ekonomisk vetenskap till Alfred Nobels minne (delat med James Meade). Hans viktigaste bidrag är det så kallade Heckscher-Ohlin-teoremet.

## Invigning
Gatan gavs sitt namn i samband med 2013 års Ohlinföreläsning vid Handelshögskolan i Stockholm. Gatan invigdes av Stockholms skolborgarråd Lotta Edholm (FP), som är ordförande i utbildningsnämnden i Stockholms stad sedan 2006 och  gruppledare och främsta företrädare för Folkpartiet i Stockholms stad.
I sitt tal i samband med invigningen sa Lotta Edholm: "Bertil Ohlin lade grunden till den moderna svenska liberalismen, som förenar tron på marknadsekonomin med ett starkt socialt engagemang. Hans betydelse för svensk politik sträcker sig långt utanför Folkpartiet. Det är glädjande att Stockholms stad nu hedrar hans minne på det här sättet. Bertil Ohlin kunde som få andra förena en livsbana som både statsman och forskare. Det känns därför särskilt passande att Bertil Ohlin hedras med en gata vid Handelshögskolan, där han hade sin civila gärning. Som nationalekonom visade Bertil Ohlin på kraften i frihandel mellan länder med olika förutsättningar. Att han 1977 mottog Nobelpriset i ekonomi var ett erkännande av det genomslag hans forskning fått världen över."